# Sölvesborgs-Tidningen
Sölvesborgs-Tidningen, grundad 1905 och nedlagd 30 september 2019, var en lokal morgontidning i Sölvesborg med omnejd. Bland dess chefredaktörer märks Emil Rosenborg.
Tidningen övertogs 1959 av Blekinge Läns Tidning (BLT), och var under sin återstående tid en lokal edition av denna. Tidningen hade under senare år, jämfört med Blekinge Läns Tidning, en egen förstasida bestående av lokalt material från trakten kring Sölvesborg, till skillnad från huvudeditionen vars förstasida bestod av rubriker intressanta för östra delarna av Blekinge. Utöver förstasidan var de båda tidningarna identiska till sitt innehåll.  1 oktober 2019 slogs tidningen samman med Blekinge Läns Tidning, samtidigt som detsamma gjordes med editionen Karlshamns Allehanda. Det officiella namnet på tidningen blev "Blekinge Läns Tidning med Karlshamns Allehanda och Sölvesborgs-Tidningen", men den kallas allmänt BLT.